# Arquillos
Arquillos település Spanyolországban, Jaén tartományban. Arquillos Vilches, Navas de San Juan és Úbeda községekkel határos. Lakosainak száma 1685 fő (2024).

## Népesség
A település népessége az elmúlt években az alábbi módon változott:
| Lakosok száma | 1921 | 1962 | 1966 | 1952 | 1970 | 1900 | 1797 | 1734 | 1698 | 1685 |
|               | 2001 | 2004 | 2007 | 2009 | 2012 | 2014 | 2017 | 2019 | 2022 | 2024 |